# Pinsà borroner capgrís

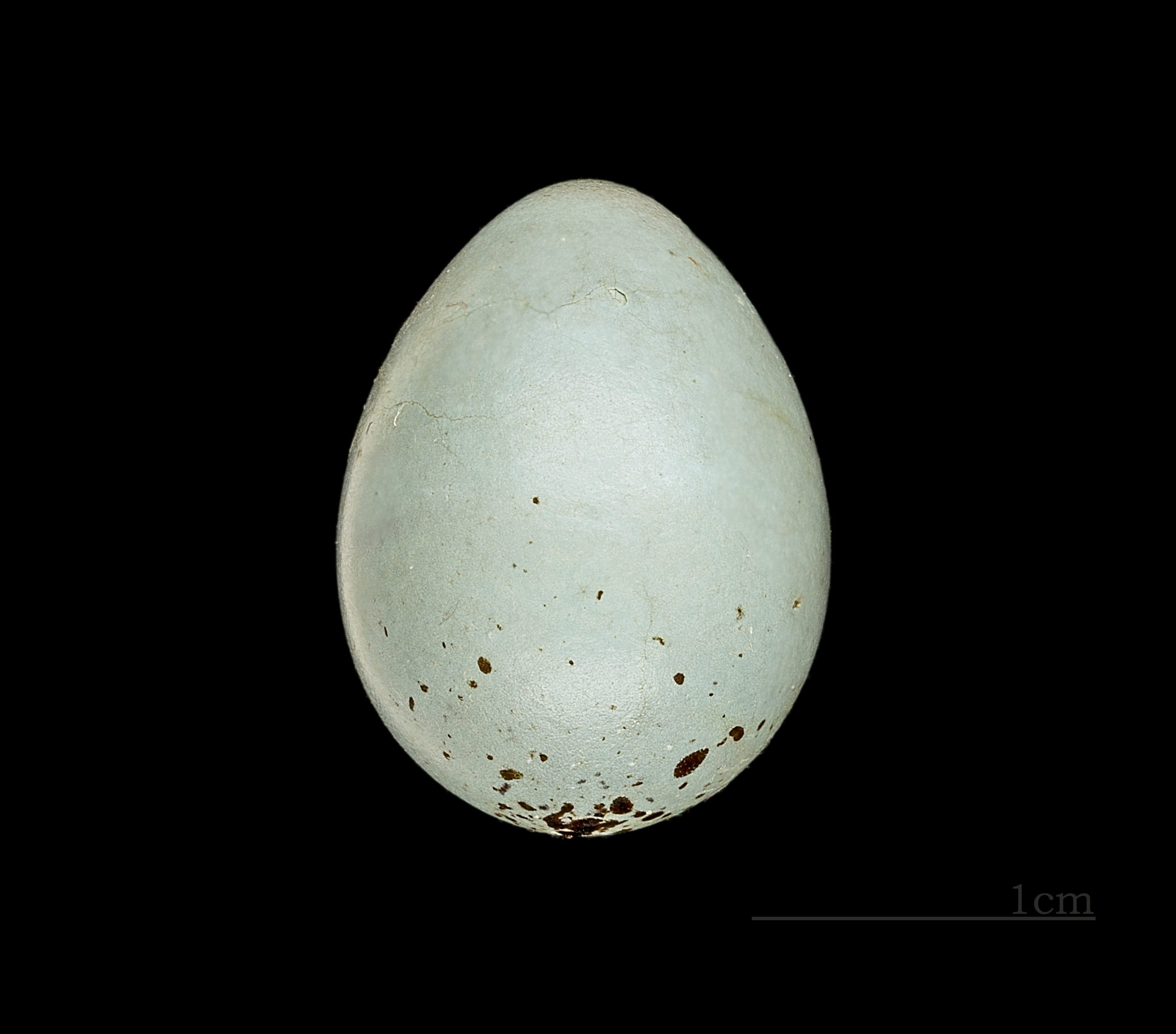
Pyrrhula erythaca

El pinsà borroner capgrís (Pyrrhula erythaca) és una espècie d'ocell de la família dels fringíl·lids (Fringillidae) que habita boscos i matolls de muntanya, als Himàlaies del nord-est de l'Índia, Bhutan, sud-est del Tibet, nord de Myanmar i la Xina central.